# Třída Borodino (1901)
Třída Borodino byla třída predreadnoughtů ruského carského námořnictva. Celkem bylo postaveno pět jednotek této třídy. Ve službě byly v letech 1903–1921. Bitevní lodě byly nasazeny v rusko-japonské válce, ve které byly tři potopeny a čtvrtá zajata v bitvě u Cušimy. Zbývající bitevní loď byla potopena za první světové války.

## Stavba
Ruské loděnice v Petrohradu v letech 1900–1905 postavily pět bitevních lodí této třídy.
Jednotky třídy Borodino:
| Jméno                  | Založený kýlu | Spuštěna | Vstup do služby | Status |
| ---------------------- | ------------- | -------- | --------------- | --- |
| Imperator Alexandr III | 1900          | 1901     | 1903            | Dne 27. května 1905 potopena v bitvě u Cušimy.                                                             |
| Borodino               | 1900          | 1901     | 1904            | Dne 27. května 1905 potopena v bitvě u Cušimy.                                                             |
| Orjol                  | 1900          | 1902     | 1904            | Dne 28. května 1905 zajata v bitvě u Cušimy. Do japonského námořnictva zařazena jako Iwami. Vyřazena 1921. |
| Kňaz Suvorov           | 1901          | 1902     | 1904            | Dne 27. května 1905 potopena v bitvě u Cušimy.                                                             |
| Slava                  | 1902          | 1903     | 1905            | Dne 17. října 1917 potopena německým námořnictvem.                                                         |

## Konstrukce

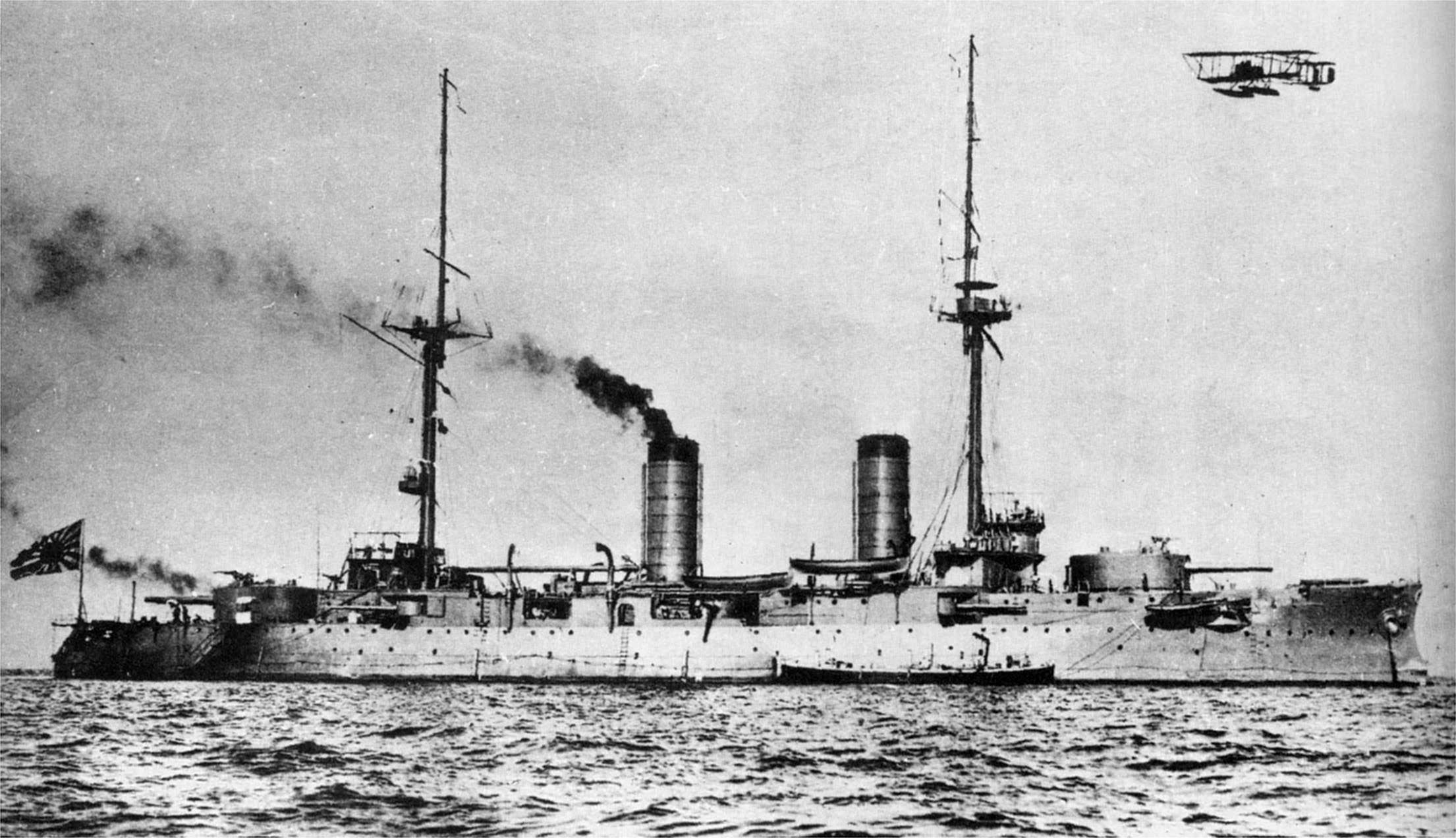
Iwami

Hlavní výzbroj tvořily čtyři 305mm kanóny ve dvoudělových věžích, které doplňovalo dvanáct 152mm kanónů ve dvoudělových věžích. Dále nesly dvacet 75mm kanónů, dva 63mm kanóny Baranovski, dvacet 47mm kanónů, dva 37mm kanóny a čtyři 381mm torpédomety. Pohonný systém měl výkon 16 300 hp. Skládal se ze dvou parních strojů s trojnásobnou expanzí a 20 kotlů Belleville, pohánějících dva lodní šrouby. Nejvyšší rychlost dosahovala 17,5 uzlu. Dosah byl 3200 námořních mil při rychlosti 10 uzlů.

## Služba

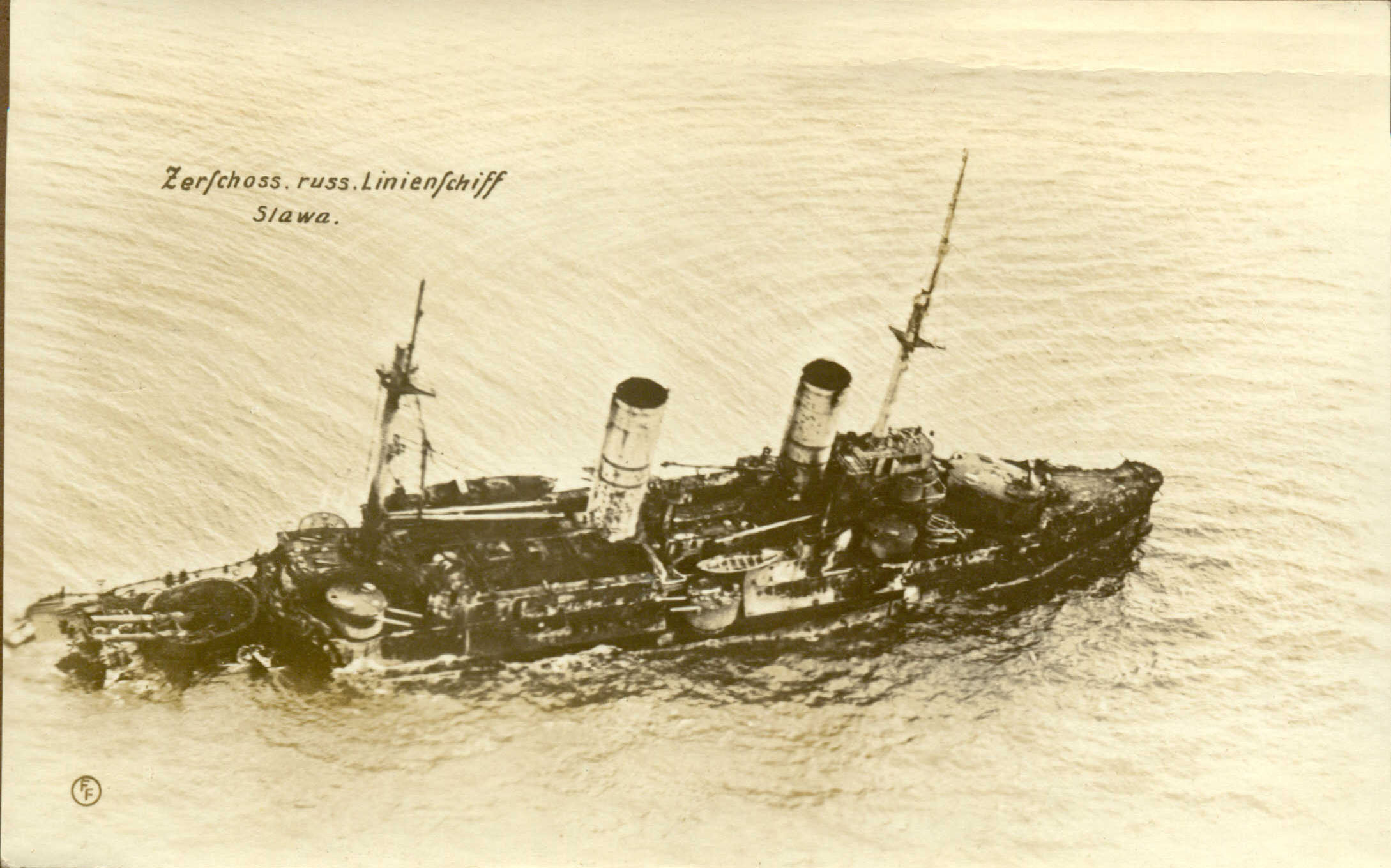
Potopená bitevní loď Slava

První čtyři dokončené bitevní lodě bojovaly v květnu 1905 v bitvě u Cušimy, tedy v rozhodující bitvě rusko-japonské války. V této bitvě byly Borodino, Imperator Alexandr III a Kňaz Suvorov potopeny. Poškozená bitevní loď Orel byla Japonci zajata a po přestavbě v červnu 1907 zařazena do jejich námořnictva jako Iwami.
Zbývající bitevní loď Slava za první světové války sloužila na Baltu. Dne 17. října 1917 byla těžce poškozena palbou německých bitevních lodí SMS König a SMS Kronprinz v bitvě v úžině Moon a následně potopena vlastní posádkou.
Rovněž Iwami se účastnila první světové války. V roce 1914 se zapojila do bitvy o Čching-tao. V roce 1921 byla vyřazena a v roce 1924 potopena jako cvičný cíl.